# Cristo della Minerva
O Cristo della Minerva, também conhecido como Cristo Redentor ou Cristo portando a Cruz, é uma escultura em mármore de Michelangelo Buonarroti, terminada em 1521. O trabalho está na igreja de Santa Maria sopra Minerva, em Roma, Itália, à esquerda do altar principal.
O trabalho foi encomendado em junho 1514, pelo patrício romano Metello Vari, que estipulou apenas que a figura teria a cruz em seus braços, mas deixou a concepção inteiramente a cargo de Michelangelo. Michelangelo já estava trabalhando em uma primeira versão desta estátua em sua oficina por volta de 1515, mas abandonou-a antes de terminar, quando ele descobriu um veio preto no mármore branco. Uma nova versão foi feita às pressas em 1519-1520 para cumprir os termos do contrato. Michelangelo trabalhou na obra em Florença, e a enviou para Roma, onde retoques finais foram confiados a um de seus alunos, Pietro Urbano. Este, contudo, danificou o trabalho e foi substituído por outro escultor, Federico Frizzi, indicado por Sebastiano del Piombo.

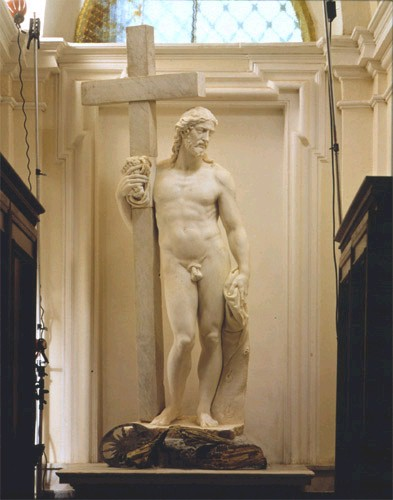
A primeira versão, retrabalhada posteriormente.

Mesmo inacabada, Metello Vari pediu para ficar com a primeira versão defeituosa, recebendo-a em janeiro de 1522, e instalando-a no pequeno jardim de seu palácio perto de Santa Maria sopra Minerva, considerando-se altamente honrado pela doação, e estimando-a como se fosse feita de ouro. Lá permaneceu, como a encontrou Ulisse Aldrovandi em 1556. Em 1607 aparentemente foi vendida, após o que o paradeiro da obra tornou-se ignorado. Em 2000 Irene Baldriga identificou a primeira versão na sacristia da igreja de San Vincenzo Martire, em Basso Romano perto de Viterbo, com o veio negro claramente distinguível na face de Cristo, como havia sido descrito, mas a estátua havia sido muito retrabalhada no século XVII.
A segunda versão, a "oficial", impressionou os contemporâneos. Sebastiano del Piombo declarou que os joelhos da estátua, sozinhos, valiam mais do que toda a Roma. Cristo foi retratado inteiramente nu, em pé, com uma perna flexionada e a cabeça virada para o lado, de acordo com o princípio do "contrapposto". Ele abraça os instrumentos de seu martírio: a cruz onde o pregaram, a vara com que foi açoitado, a corda com que o amarraram, e a esponja por onde o fizeram beber vinagre. Durante o período Barroco sua nudez passou a ser considerada ofensiva, e o sexo foi oculto por um manto de bronze, como se encontra até hoje.